# Melastrota
Melastrota este un gen de insecte lepidoptere din familia Arctiidae.

Cladograma conform Catalogue of Life:
| Melastrota | \| \| Melastrota dona \| \| \| \| \| \| Melastrota nigrisquamata \| \| \| \| |
|            | \| \| Melastrota dona \| \| \| \| \| \| Melastrota nigrisquamata \| \| \| \| |
|            | Melastrota dona                                                              |
|            |                                                                              |
|            | Melastrota nigrisquamata                                                     |
|            |                                                                              |